# 琥珀镇
琥珀镇，是中华人民共和国甘肃省天水市麦积区下辖的一个乡镇级行政单位。
2015年10月9日，甘肃省民政厅批复同意撤销琥珀乡，设立琥珀镇。

## 行政区划
琥珀镇下辖以下地区：
罗家村、霍家沟村、康李村、郭文关村、唐温村、张家寺村、西山村、高方村、马家坡村、霍家川村、庆胡村、新军沟村和杨家湾村。